# Pulau Laut Timur

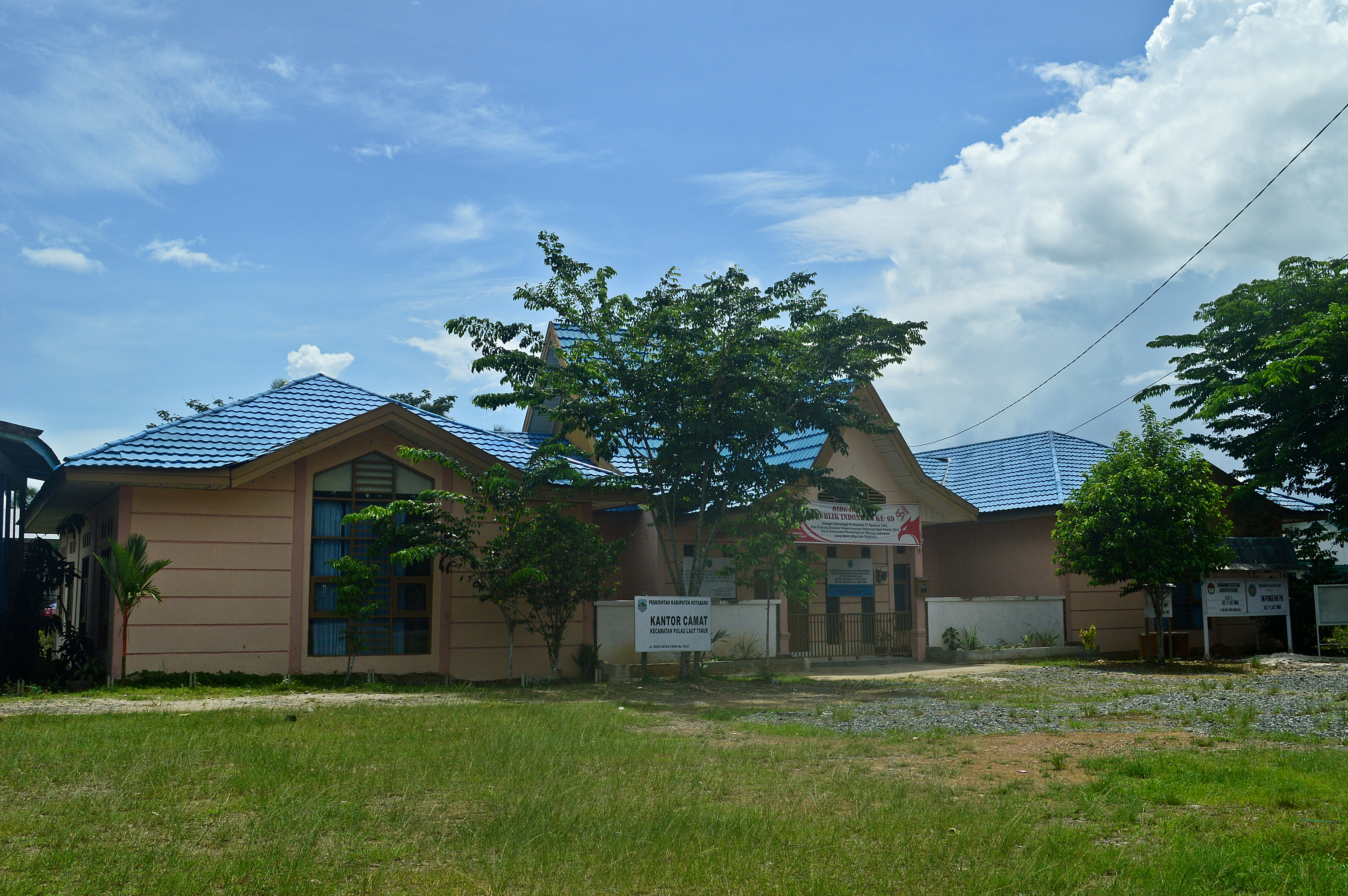
Pulau Laut Timur starostwo Powiatowe.

Pulau Laut Timur – kecamatan w kabupatenie Kotabaru w prowincji Borneo Południowe w Indonezji.
Kecamatan ten leży we wschodniej części wyspy Laut na Cieśninie Makasarskiej. Od północnego zachodu graniczy z kecamatanem Pulau Laut Utara, od zachodu z kecamatanem Pulau Laut Tengah, a od południa graniczy z kecamatanem Pulau Laut Selatan.
W 2010 roku kecamatan ten zamieszkiwało 12 796 osób, z których 100% stanowiła ludność wiejska. Mężczyzn było 6 795, a kobiet 6 001. 12 361	 osób wyznawało islam, 270 chrześcijaństwo, a 115 hinduizm.
Znajdują się tutaj miejscowości: Batu Tunau, Bekambit, Bekambit Asri, Berangas, Betung, Karang Sari Indah, Kulipak, Langkang Baru, Langkang Lama, Sungai Limau, Sejakah, Tanjung Pengharapan, Teluk Gosong, Teluk Mesjid.